# ساجد خان (کارگردان)
ساجد خان (انگلیسی: Sajid Khan؛ زادهٔ ۲۳ نوامبر ۱۹۷۱) کارگردان فیلم، مجری تلویزیون و بازیگر اهل هند است.

## فیلم‌شناسی
| سال  | عنوان            |
| ---- | ---------------- |
| ۲۰۰۶ | ترسیدن ضروری است |
| ۲۰۰۷ | سلام کوچولو      |
| ۲۰۱۰ | خانه شلوغ        |
| ۲۰۱۲ | خانه شلوغ ۲      |
| ۲۰۱۳ | مرد شجاع         |
| ۲۰۱۴ | به نظر می رسد    |

| سال  | عنوان                           |
| ---- | ------------------------------- |
| ۱۹۹۸ | وقتی دروغ میگی کلاغ تو را می‌کشد |
| ۲۰۰۴ | من اکنون اینجایم                |
| ۲۰۰۴ | با من ازدواج می‌کنی؟             |
| ۲۰۱۴ | سال نو مبارک                    |